# Feminismo carcelario
El término feminismo carcelario (o feminismo punitivo, o punitivista) hace referencia y critica a las activistas feministas que abogan por aumentar las penas de prisión para criminales condenados por crímenes machistas o de género. La idea principal que critica este concepto es la de que las penas de prisión más duras y más largas ayudarán a resolver esta clase de crímenes. Así, la expresión subraya que la represión y el Derecho han adquirido un papel cada vez más importante en la estrategia de las corrientes dominantes del feminismo desde finales de los años setenta y ochenta. Si bien el término hace referencia a las corrientes dominantes del feminismo institucional, estas no se autodenominan en ningún caso de esta manera.
El concepto fue acuñado por la socióloga feminista estadounidense Elizabeth Bernstein en su artículo de 2007, La política sexual del "nuevo abolicionismo".

## Creación del término
Al examinar el movimiento contemporáneo contra la trata de personas en los Estados Unidos, Bernstein creó el término para describir un tipo de activismo feminista que cataloga todas las formas de trabajo sexual como tráfico sexual. Ella ve esto como un paso atrás, sugiriendo que erosiona los derechos de las mujeres en la industria del sexo, quita el foco de otros temas feministas importantes. Bernstein amplió este análisis para demostrar cómo el feminismo se ha convertido en general en un vehículo de políticas punitivas en los Estados Unidos y en el extranjero.
Bernstein argumentó que el apoyo feminista a las leyes contra la trata que equiparan la prostitución con la trata sexual ha socavado los esfuerzos de las trabajadoras sexuales en décadas anteriores para organizarse por sus derechos, en lugar de reforzar su criminalización. Los cristianos evangélicos comparten este compromiso con la ley y el orden en el relato de Bernstein, y, más tarde, Bernstein atribuyó su alianza al cambio político y económico más amplio en los EE. UU. de un estado de bienestar redistributivo hacia uno "carcelario” que fomenta la criminalización y el encarcelamiento. Argumentó que tanto para las feministas como para los cristianos evangélicos, las políticas de género y sexualidad han desviado la atención de la familia (es decir, cuestiones de maltrato y aborto, respectivamente) hacia la esfera pública (es decir, tráfico sexual) y en este cambio, se han entrelazado movimiento anti-trata. En su artículo "¿Política carcelaria como justicia de género?", Bernstein amplió este análisis, utilizando el caso del movimiento contra la trata de personas para demostrar cómo el feminismo se ha convertido en general en un vehículo de políticas punitivas en los Estados Unidos y en el extranjero.

## Contextos sociales
Las académicas feministas han descrito la trayectoria del activismo feminista en otras esferas de manera similar. En sus estudios de las campañas feministas en torno a los problemas de la violencia doméstica y la agresión sexual, por ejemplo, la socióloga Beth Richie y la teórica política Kristin Bumiller rastrearon cómo el movimiento feminista contra la violencia en los EE. UU. pasaba de centrarse en la transformación social, originariamente, a su dependencia casi omnipresente de la ley y de la aplicación de la ley en la actualidad.
Se ha descrito una tendencia similar fuera del contexto de EE. UU. Por ejemplo, Miriam Ticktin argumentó que el sentimentalismo contra los inmigrantes en las campañas feministas contra la violencia sexual en Francia han sido funcionales al control de fronteras y otras formas de vigilancia. En ese sentido, varios activistas han criticado al feminismo carcelario por su asociación al feminacionalismo, la estrategia política que usa el feminismo para lanzar mensajes xenófobos y racistas.

## Críticas de activistas y debate en los medios
Activistas de distintas ramas han criticado en profundidad este modo de hacer feminismo. Las feministas involucradas en el movimiento de abolición de las prisiones, especialmente, han criticado las alianzas feministas con las prisiones y la policía. Desde su creación en 2007, el término “feminismo carcelario” ha sido ampliamente utilizado por activistas para hacer tales críticas y se ha abierto camino en discusiones y debates en medios como Vox o Aeon. En el mundo hispano, ha sido debatido en medios izquierdistas como La Izquierda Diario o CTXT o pluralistas como El Mostrador.
Por otro lado, ha habido también críticas a los activistas que utilizan el término, aduciendo entre otras razones que generan un falso binarismo entre "feminismo carcelario" y "feminismo anticarcelario" que obvia los matices intermedios, o que no reconocen la influencia neoconservadora en este tipo de feminismo.